# Буквар
Буквар (от рус.: букварь) е учебник за ограмотяване.
Букварът има за задача да помогне на учащите се да усвоят печатните и ръкописните букви, техните звукови значения, както и слятото им изчитане (изговаряне) в думи и изречения.
Букварът се появява като учебник в Русия в 16 век. Първият печатен славяно-руски буквар е издаден през 1596 г. във Вилнюс, а в Москва през 1634 г. е издаден първият руски буквар.
През 1775 г. във Венеция Димитрие Теодосие издава словенски буквар на новия граждански шрифт. 
Заглавието на този учебник е възприет и от българските възрожденци през 19 век, тъй като повечето от тях получават образование в руски училища и университети.
Първият новобългарски буквар, наречен Рибен буквар, е съставен и издаден от Петър Берон през 1824 г. в Букурещ. На практика, обаче, Рибният буквар не е истински буквар, а е първото енциклопедично помагало в България.
През 1844 г. Георги Бусилин издава в Москва учебник за ограмотяване, наречен Български буквар.
През 1844 г. в Рим е издаден „Молитвеник за християните от Пловдивско“ с автори Яко Яковски и Петър Арабаджийски. Той е написан на характерния български говор на павликяните, отпечатан на латиница и е бил използван като домашен буквар от павликянското население в Пловдивско. В увода се обяснява как трябва да се четат латинските букви по възприетия тогава от католическите свещеници правопис.

## Галерия
- Букварът от Венеция (1775)